# Bernal Díaz

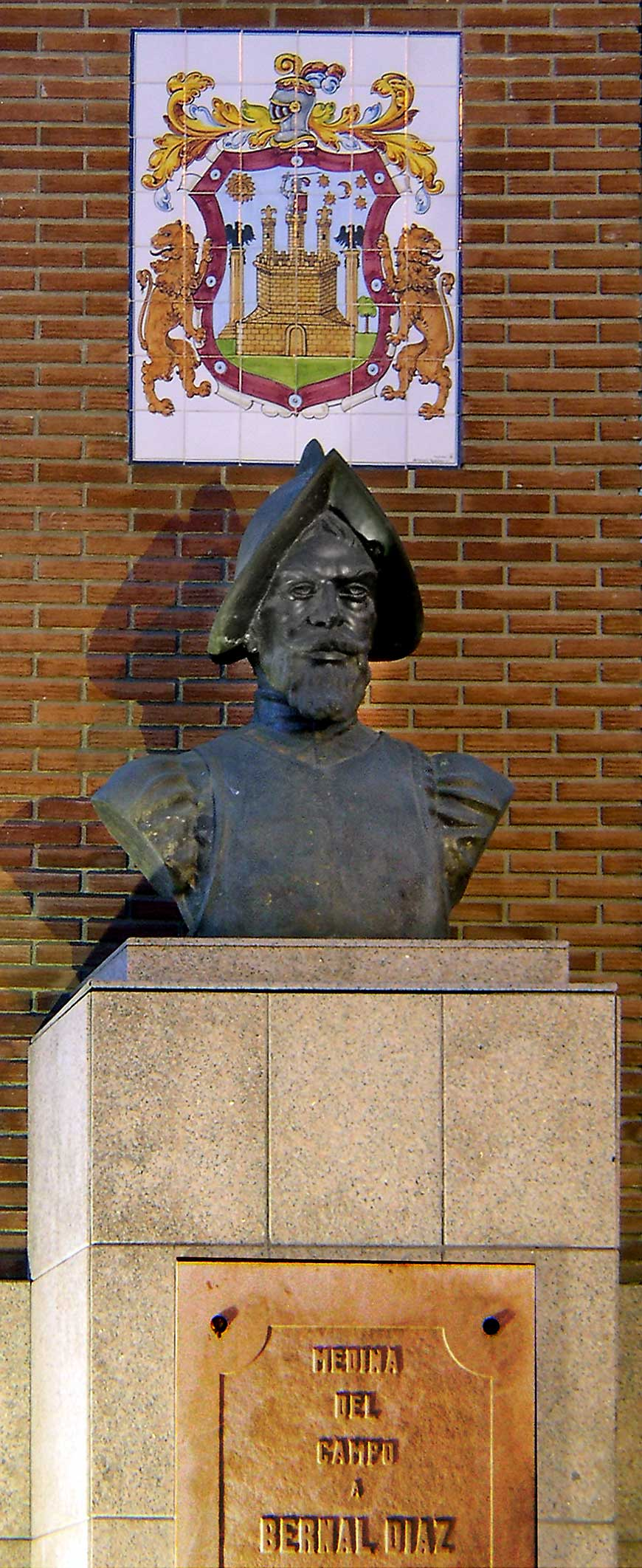
Bernal Díaz del Castillo, Medina del Campo (Spanje)

Bernal Díaz del Castillo (Medina del Campo, 1492/1493 - Antigua Guatemala, 1581) was een Spaanse conquistador die vooral bekend is vanwege het verslag dat hij schreef over de verovering van Mexico.
In 1514 ging hij naar Amerika om zijn geluk te beproeven. In 1517 maakte hij deel uit van de expeditie van Francisco Hernández de Córdoba, waarop Yucatán ontdekt werd, en een jaar later aan de expeditie van Juan de Grijalva.
Van 1519 tot 1521 maakte hij deel uit van het leger van Hernán Cortés dat het Azteekse Rijk wist te veroveren. Als dank voor de bewezen diensten werd Díaz gouverneur van Antigua Guatemala. Hier begon hij in 1568 aan een boek over de verovering van Mexico, nadat er eerder een boek was verschenen waarin onwaarheden stonden, geschreven door iemand die geen deel had uitgemaakt van de expeditie. Hij noemde het boek Verdadera Historia de la Conquista de Nueva España (Ware geschiedenis van de verovering van Nieuw-Spanje). Hij vond het verhaal zelf niet goed genoeg en het werd niet gepubliceerd. Het manuscript werd in 1632 gevonden in een bibliotheek in Madrid. Het is tegenwoordig een van de belangrijkste bronnen over de Spaanse verovering van Mexico.

## Manuscript
- Díaz del Castillo, Bernal (1963). The Conquest of New Spain, J. M. Cohen (vertaling.), 6e druk (1973). Penguin Books, Harmondsworth, England [1632]. ISBN 0-14-044123-9.

- Bibsys: 3065372
- Biblioteca Nacional de España: XX829667
- Bibliothèque nationale de France: cb119001066 (data)
- Catàleg d'autoritats de noms i títols de Catalunya: 981058515556606706
- CiNii: DA00258961
- Gemeinsame Normdatei: 118671804
- International Standard Name Identifier: 0000 0001 1876 682X
- Library of Congress Control Number: n50002086
- Bibliotheek van het Japanse parlement: 00437082
- Nationale Bibliotheek van Tsjechië: jn19990210175
- Nationale bibliotheek van Australië: 35035411
- Nationale Bibliotheek van Israël: 987007463301605171
- Nederlandse Thesaurus van Auteursnamen: 070219303
- Réseau des bibliothèques de Suisse occidentale: 02-A003203930
- Istituto Centrale per il Catalogo Unico: BVEV010540
- LIBRIS: 183755
- SNAC: w6m3542w
- Système universitaire de documentation: 026831023
- Trove: 807805
- Virtual International Authority File: 59081563
- WorldCat: E39PBJcGj66HKWmCV3BWVd8jYP